# L'avventuriera (film 1910)
L'avventuriera (L'Aventurière) è un cortometraggio muto del 1910 diretto da Louis Feuillade.

## Produzione
Il film - un cortometraggio in una bobina - fu prodotto dalla Société des Etablissements L. Gaumont.

## Distribuzione
Fu distribuito nelle sale francesi  il 14 ottobre 1910 anche come Les Cigarettes narcotiques. Negli USA, la General Film Company lo fece uscire il 27 dicembre 1910 con il titolo The Adventuress o con quello internazionale, The Adventurer.